# 托尼·布倫納
安東·“托尼”·布倫納（德語：Anton "Toni" Brunner，1974年8月23日—）是瑞士的一位政治人物，他是瑞士人民黨的黨魁。布龍訥在1995年當選國會議員，是當時瑞士最年輕的國會議員。除了政治家的身份之外，他也是一位農民。布倫納在2008年3月1日就任瑞士人民黨黨魁。